# Diepenhorst (geslacht)

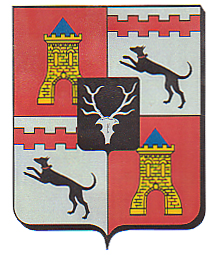

Diepenhorst is een Nederlands geslacht waarvan leden een belangrijke rol speelden in het gereformeerde en politieke leven.
De familie is sinds 1962 opgenomen in het Nederlands Patriciaat.

## Geschiedenis

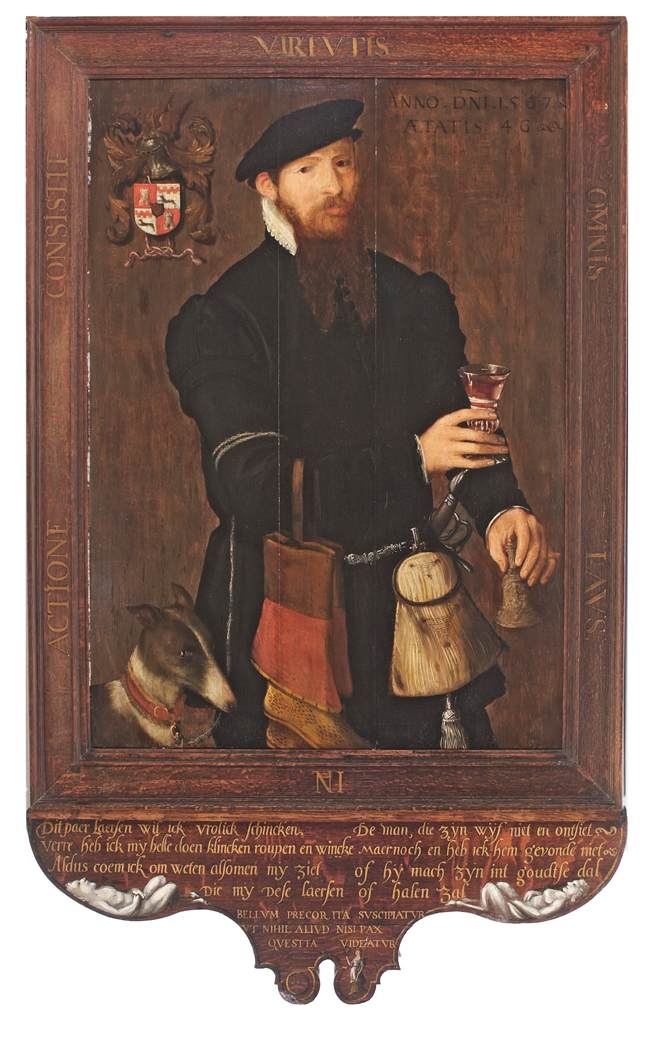

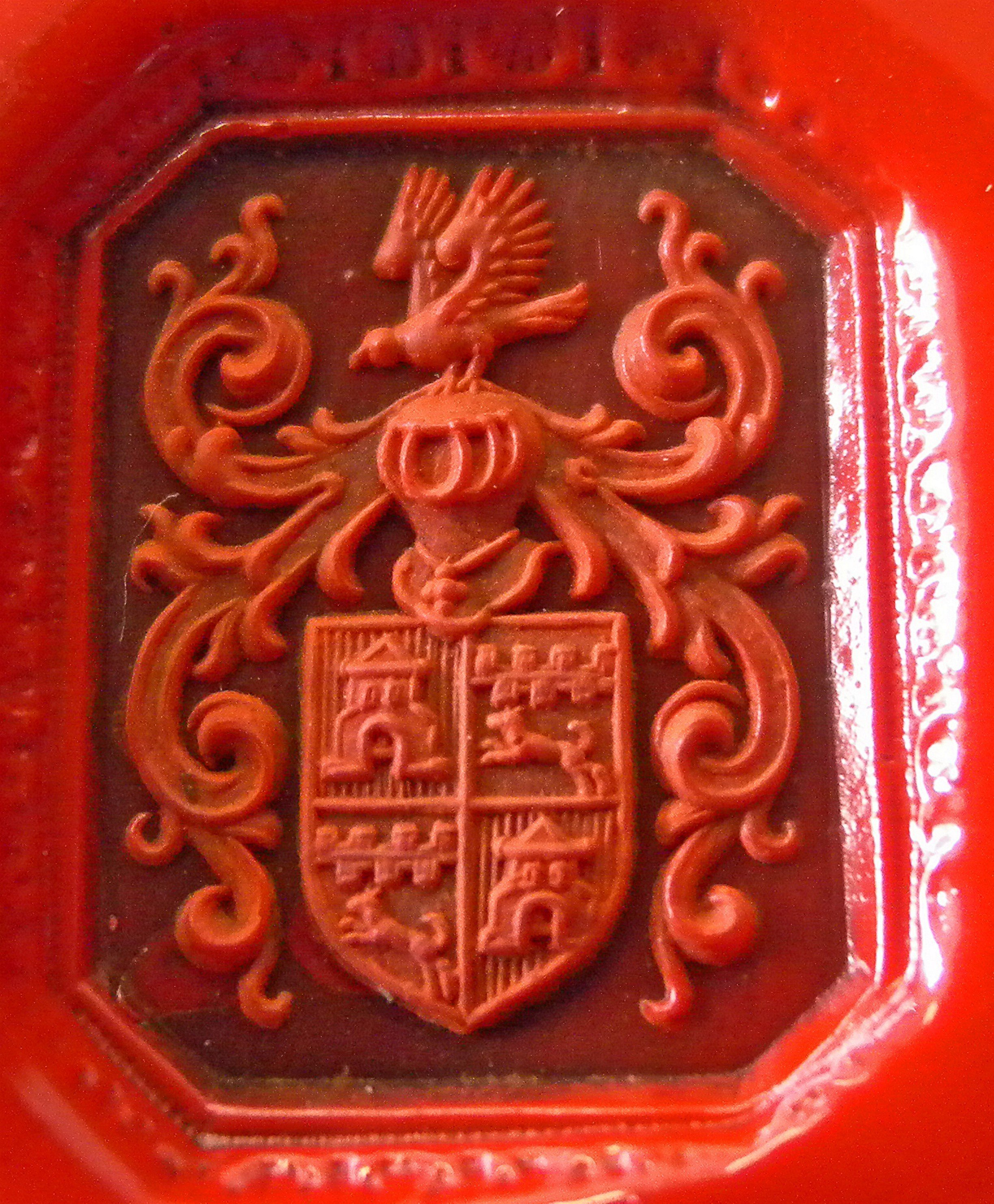

De bewezen stamreeks begint met Pieter Cornelisz. Diephorst die notaris, procureur en taalman te Gouda was; hij overleed in 1599. Vanaf het begin van de 20e eeuw leverde het geslacht verschillende hoogleraren die bovendien een rol speelden in de gereformeerde politiek en deel uitmaakten van de Eerste en de Tweede Kamer.

## Voornaamste telgen
Izaäc Diepenhorst (1847-1918), landbouwer-vlasboer en vlashandelaar te Strijen, gehuwd met Anthonia Overwater (1851-1926), dochter van landbouwer-rentmeester Pieter Arie Overwater en Lijntje Kluifhoofd.
- Prof. mr. dr. Pieter Arie Diepenhorst (1879-1953), hoogleraar Economie en Statistiek, Strafrecht enz. aan de Vrije Universiteit, lid van de Eerste Kamer; trouwde in 1905 met Adriana Cornelia de Gaay Fortman (1886-1956), lid van de familie De Gaay Fortman en tante van minister prof. mr. dr. Wilhelm Friedrich de Gaay Fortman (1911-1997)
  - Dr. Isaäc Nicolaas Theodoor Diepenhorst (1907-1976), burgemeester en staatssecretaris
    - Peter Anthonie Diederik Hoyte Diepenhorst (1942) burgemeester.
- Jacob Cornelis Diepenhorst (1885-1948), landbouwer en burgemeester van Oud-Beijerland, trouwde in 1909 met Pietje Visser, dochter van vlasser Hendrik Anthony Visser en Anna de Heer.
- Mr. Gerrit Arnoldus Diepenhorst (1889-1969), lid van de Tweede Kamer
  - Prof. mr. dr. Isaäc Arend Diepenhorst (1916-2004), hoogleraar en minister
  - Prof. dr. Arend Isaac Diepenhorst (1919-2004), hoogleraar

Geslachten die opgenomen zijn in het sinds 1910 verschijnende genealogische naslagwerk Nederland's Patriciaat. Lijst volgens opgave van het CBG Centrum voor familiegeschiedenis.
A · B · C · D · E · F · G · H · I · J · K · L · M · N · O · P · Q · R · S · T · U · V · W · Y · Z